# Thomas Huber (Schauspieler)
Thomas Huber (* 11. Juli 1963 in München) ist ein deutscher Schauspieler und Übersetzer.

## Leben
Huber absolvierte nach dem Abitur eine Schauspielausbildung an der renommierten Folkwangschule in Essen-Werden. Nach ersten Engagements an den Stadttheatern in Bremerhaven und Gießen spielte Huber von 1989 bis 1993 am Nationaltheater Mannheim. Von 1993 an gehörte er für sieben Jahre zum Ensemble des Düsseldorfer Schauspielhauses. Im Anschluss folgten Verpflichtungen an namhaften internationalen Häusern, so am Schauspiel Frankfurt, am Stadttheater Bern oder am Arcola Theatre in London, wo er den Wernher von Braun in Woman in the Moon spielte. Von 2005 an war Huber am Schauspiel Leipzig zu sehen. Seit 2009 gehört er wieder zum Ensemble des Schauspielhauses Frankfurt.
Seit Anfang der 1990er-Jahre ist Huber auch als Film- und Fernsehschauspieler tätig, der u. a. in Fernseh-Mehrteilern wie Dieter Wedels Der große Bellheim und Der Schattenmann mitspielte oder als bajuwarischer Ökobauer Boris Ecker in Hans W. Geißendörfers Lindenstraße auftrat.
2006 spielte Huber das Kannibalenopfer Simon Grobeck in Martin Weisz’ Rohtenburg. Sowohl beim südkoreanischen Puchon International Fantastic Film Festival (2006) wie beim Sitges Festival Internacional de Cinema de Catalunya (2006) siegten Huber und sein Filmpartner Thomas Kretschmann in der Kategorie Bester Darsteller.
Daneben arbeitet Huber als Übersetzer, er hat u. a. Eric Bogosians Stück Notes from Underground ins Deutsche übertragen.
Ebenso übersetzte er das Musical Our House von Tim Firth vom Englischen ins Deutsche.

## Filmografie (Auswahl)
- 1993: Der große Bellheim (Fernseh-Mehrteiler)
- 1995: Der Schattenmann (Fernseh-Mehrteiler)
- 1997: Frauenarzt Dr. Markus Merthin (Fernsehserie)
- 1998–1999: Lindenstraße (Fernsehserie)
- 1999: Rembrandt
- 2000: Einsatz in Hamburg – Tod am Meer (Fernsehserie)
- 2000: Tatort: Mauer des Schweigens
- 2001–2008: Die Anstalt – Zurück ins Leben (Fernsehserie)
- 2001: Natalie – Das Leben nach dem Babystrich
- 2001: Späte Rache (Fernsehfilm)
- 2002: Der Rattenkönig (Fernsehfilm)
- 2002: Epsteins Nacht
- 2002: Froschkönig (Fernsehfilm)
- 2003: Der Bulle von Tölz: Der Heiratskandidat
- 2003: Nachmittag in Siedlisko
- 2004: Judith Kemp (Fernsehfilm)
- 2005: Æon Flux
- 2005: Die Rosenheim-Cops – Klassentreffen
- 2006: Eden
- 2006: Elementarteilchen
- 2006: Rohtenburg oder Grimm love
- 2006: In aller Freundschaft – Zu zweit allein
- 2007: Lebenswandel
- 2007: Alarm für Cobra 11 – Die Autobahnpolizei – Auf Leben und Tod (Fernsehserie)
- 2007: KDD - Kriminaldauerdienst (1 Folge)
- 2009: Die Bielefeld Verschwörung
- 2009: Frau Böhm sagt Nein (Fernsehfilm)
- 2009: Tatort: Schwarzer Peter
- 2009: Stubbe – Von Fall zu Fall: In den Nebel
- 2010: Alpha 0.7 – Der Feind in dir (Fernsehserie)
- 2011: Schandmal – Der Tote im Berg (Fernsehfilm)
- 2011: Die Rosenheim-Cops – Mord ist aller Laster Anfang
- 2011: Tatort: Das erste Opfer
- 2011: In aller Freundschaft – Wer einmal lügt …
- 2012: Zappelphilipp
- 2012: Hubert und Staller – Folge 10: Mord im Schweinestall
- 2012: Tatort: Es ist böse
- 2014: Mordsfreunde – Ein Taunuskrimi
- 2014: Die Rosenheim-Cops – Ein Fall für Marie Hofer
- 2014: Tatort: Mord ist die beste Medizin
- 2015: Alarm für Cobra 11 – Die Autobahnpolizei (Fernsehserie, Folge: Das letzte Rennen)
- 2015: München 7 (Polizistenserie, Folge: Bombenhochzeit)
- 2015: Wilsberg – 48 Stunden
- 2015: Freundinnen – Alle für eine
- 2016: Die Hochzeit meiner Eltern
- 2016: Notruf Hafenkante – Abgeschoben
- 2017: Hubert und Staller – Folge 91: Steg mit Aussicht
- 2018: In aller Freundschaft – Die jungen Ärzte (Fernsehserie, Folge Kontrollverlust)
- 2018: Gefangen – Der Fall K. (Fernsehfilm)
- 2019: Die Bestatterin – Der Tod zahlt alle Schulden (Fernsehreihe)
- 2020: Tatort: Gefangen
- 2020: Lehrerin auf Entzug (Fernsehserie)
- 2021: Der Rebell – Von Leimen nach Wimbledon
- 2022: In aller Freundschaft – Überreaktionen
- 2022: Hubert ohne Staller – Folge 160: Schützenkönig
- 2023: Der Zürich-Krimi: Borchert und der Mord ohne Sühne
- 2023: Tatort: Das Wunderkind
- 2023: Mit Harpunen schießt man nicht
- 2024: Hubert ohne Staller – Folge 178: Im Auftrag des Teufels

## Theaterrollen (Auswahl)

### Residenztheater München
- 2016: Glaube Liebe Hoffnung (als Vater/ Bordellbesucher). Von Ödön von Horváth. Inszenierung: David Bösch[3]
- 2016: Antigone (Sophokles) (als Bote). Von Sophokles. Inszenierung: Hans Neuenfels[4][5]
- 2017: Die Troerinnen (als Menelaos). Von Jean-Paul Sartre nach Euripides. Inszenierung: Tina Lanik[6]
- 2019: Die Möwe (als Jewgenij Sergejewitsch Dorn, ein Arzt). Von Anton Pawlowitsch Tschechow. Inszenierung: Alvis Hermanis[7][8][9][10]

## Hörspiele
- 2013: E. M. Cioran: Vom Nachteil, geboren zu sein – Regie: Kai Grehn (Hörspiel – SWR)